# 环草定
环草定是一种具有尿嘧啶结构的除草剂，化学式为C
13H
18N
2O
2。

## 合成
环草定最初在20世纪60年代由杜邦公司获得专利并生产。
它可由2-氧代环戊基甲酸乙酯和环己基脲在磷酸存在下发缩合反应制得：